# Weichglühen
Weichglühen ist ein Verfahren der Wärmebehandlung von Metallen, bei dem durch Glühen die Zerspanbarkeit und die Kaltverformbarkeit verbessert werden. Das Material – beispielsweise Messing, Kupfer oder Stahl – wird dabei erhitzt, bis es glüht (zwischen 650 °C und 750 °C), und dann einige Zeit bei erhöhter Temperatur bis zur vollständigen Gefügeumwandlung gehalten. Dann lässt man es langsam abkühlen. Das Weichglühen verringert die Härte und Festigkeit und erleichtert dadurch weitere Verarbeitungsschritte wie Walzen, Drahtziehen oder Stanzen beträchtlich, gerade auch weil vermieden wird, dass sich dabei Risse bilden.

## Allgemeine Prozesse
Beim Weichglühen werden zunächst Defekte wie Versetzungen ausgeheilt; Spannungen im Material werden verringert. Dann erfolgt eine Rekristallisation, bei der sich neue Kerne bilden (Nukleation) und stark gespannte Kristallite ersetzen. Schließlich erfolgt Kristallwachstum.

## Weichglühen bei Stählen
Bei untereutektoidem Stahl (unter 0,8 % C) erfolgt das Weichglühen im Bereich unter der PS-Linie auf dem Eisen-Kohlenstoff-Diagramm. Bei übereutektoidem Stahl erfolgt es mit Pendeln um A1 (bzw. um die SK-Linie) mit anschließendem langsamen Abkühlen. Dadurch wird ein für den jeweiligen Verwendungszweck hinreichend weicher und spannungsarmer Zustand erzielt.
Anmerkung: A1 bezeichnet einen Halte- oder Knickpunkt in der Abkühlkurve, also Umwandlungstemperaturen; zusätzlich werden die Bezeichnungen Ac1, Ar1, Ac2, Ar2 usw. im Eisen-Kohlenstoff-Diagramm verwendet. Dabei steht:
- A für arrêt, also Halte- oder Knickpunkt
- r für refroidissement, also Abkühlung
- c für chauffage, also Erwärmung.

Je nachdem, ob abgekühlt oder erwärmt wird, sind die Umwandlungstemperaturen u. U. unterschiedlich. Somit kann eine Umwandlungstemperatur nur mit Ac1 oder Ar1 bezeichnet werden, niemals jedoch mit Acr1 oder Arc1 usw.

Eisen-Kohlenstoff-Diagramm

Bei diesem Glühen ist es unerheblich, in welchem Zustand sich das Gefüge vor dem Weichglühen befindet. Im Vordergrund steht nur die Veränderung der Bruchdehnung, der Festigkeit und der Härte. Durch die Glühtemperatur verliert der lamellenförmige (streifenförmige) Zementit an Festigkeit und kann seinem Streben nach einem Körper mit möglichst geringer Oberfläche (der Kugel) nachgehen. Es bildet sich körniges Zementit, deswegen spricht man auch von Glühen auf kugeligen Zementit (GKZ-Glühung). Dadurch ist der Werkstoff leichter umformbar und spanbar.
Durch Weichglühen wird erreicht:
- bei Stählen mit einem Kohlenstoffgehalt > 0,4 Masse-Prozent eine bessere Bearbeitbarkeit
- bei Stählen mit einem Kohlenstoffgehalt < 0,4 Masse-Prozent keine bessere Bearbeitbarkeit; solche niedrig gekohlten Stähle neigen dagegen beim Bohren zum "Schmieren".

Weichglühen eignet sich nicht zur Anwendung vor einem Induktionshärten.